# Aulacorthum cornaceae
Aulacorthum cornaceae är en insektsart. Aulacorthum cornaceae ingår i släktet Aulacorthum och familjen långrörsbladlöss. Inga underarter finns listade i Catalogue of Life.